# 魔女とほうきと黒縁メガネ
『魔女とほうきと黒縁メガネ』（まじょとほうきとくろぶちメガネ）は、漫画家・へーべーによる4コマ漫画。『まんが4コマぱれっと』（一迅社）にて、2011年6月号から2014年9月号まで連載された。また、ウェブコミック配信サイト『まんが4コマぱれっとOnline』にて2011年7月11日より配信されている。

## 概要
女子高生の播井乃梨子はある日、隣に引っ越してきた自称「魔女」の少女・リアナと出会う。魔法の練習と称して危険な遊びを行うリアナと、リアナのことを心配して家を訪れる乃梨子の交流を軸に描かれるコメディタッチのファンタジー4コマ漫画。

## 登場人物
播井乃梨子（はりい のりこ）
本作の主人公。高校2年生。ある日、ほうきで飛ぶ練習に失敗したリアナを助けたことから彼女との交流が始まる。
容姿は黒縁メガネにロングヘアの美人で作中一の巨乳。クールな印象を与える容姿で面倒見のいい性格だが、その実重度のロリコン。自身はロリコンであることをことあるごとに否定していたが、夢に出てきた大人の姿のリアナに少女でなければ意味がないと激しく抗議し、小さい頃から年下の幼女とばかり遊んでいた模様。修学旅行の際はリアナに会えなかったため彼女の幻覚まで見ていた。また、乃梨子に叩かれたがるリアナとの関係や暴走するシェスカに対して行う過激な突っ込みから周囲にはドSとみなされており、シェスカへの暴力を自ら禁止した際は禁断症状に陥っていた。
中学2年生の頃に重度の中二病となっており、そのことを消したい過去だと思う一方、時折その片鱗を見せてリアナや周囲を引かせてる。特に私服に関しては中二病だった頃の嗜好を色濃く反映した魔法少女チックなものであり、周囲を引かせてしまうために登校日以外でも制服を着ていることが多い。なお、彼女が中二病になった原因はみかんと仲良くなるために見た流行りの魔法少女アニメによるもの。勉強は出来るが英語は壊滅的に苦手。料理も食べた人間にダメージを与えるほど下手。
リアナ・アルカネット
乃梨子の家の隣に引っ越してきた自称「魔女」の少女。年齢は10歳。乃梨子のはからいでみかんと同じ小学校に通っている。
普段は古風なお嬢様的な性格・口調だがM的な側面を持ち、乃梨子に叱られて叩かれると気持ちが良くなるため、彼女を怒らせようと策略を練ることもある。乃梨子のことが大好きだが嫉妬深い面があり、彼女と親しくする者には強い敵愾心を抱く。その激しさにみかんを怖れさせたが、重度の人見知りのために学校ではみかん以外と会話することがほとんどできず、最終的には和解し良き友人となった。
乃梨子やみかんからは魔女に憧れている普通の女の子と思われているが、自身のことを三大魔術師の血を受け継いだ一族の末裔と言っている他、乃梨子の見たことのない文字で書かれた魔導書めいた書物を読んでいたり、彼女の父が不思議な力を持つ道具を渡している回想場面から普通の人間ではないことが窺われる。
シェスカ
リアナの家で働くメイド兼教育係。 一見、美しくで穏やかな女性だが、作中屈指の変態。
第1話にて空を飛ぶ練習に失敗したリアナのほうきが刺さり重傷を負ったが、回復して屋敷に戻ってくる。当初は純真で天然気味の性格だったが徐々に変態的かつロリコンな本性をさらけ出すようになる。百合妄想をよくしており、好みのタイプは小学4、5年生くらいの女の子。特にみかんに執着し、「週刊みかんちゃん」なる写真集を作成している他、彼女にセクハラや盗撮を企てるがその度に乃梨子に阻止され暴力的な制裁を受けることになる。真正のロリコンのため、花鈴は好みでなく「疑似ロリ」「合法（ニセモノ）」と呼んでいる。そのため彼女に惚れている都には対抗意識を持たれており、花鈴とみかんのどちらが可愛いかを彼女と競い合ったこともある。変態的な行動が目立つが、意外にウブな面もある。
あまり熱心とは言えないものの仕事をそつなくこなしており、メイドとしては優秀でリアナの服は全て彼女の手作り。一方、教育係としては非常識かつ破天荒な性格なため機能しておらず、リアナからも教育係としてみなされていない。
リアナと出会う前は孤児であるような描写がなされており、学校に通ったことが無く字が書けない。また、単行本2巻のおまけページによると年齢は18歳から20歳くらいで正確な年齢は彼女自身も知らないという設定が明かされている。
みかん
小学5年生。乃梨子の家の近所に住む少女で、彼女の年の離れた友人。
当初は乃梨子と仲がよいことから激しい敵対意識を持ったリアナに怯えていたが、同じ小学校に通う彼女の面倒を見る内に親友となった。極度の人見知りをしてまともに校内を歩けないリアナをいつも負ぶさっており、周囲からは「付き合っている」「家来」と冷やかされている。
また、シェスカの変態的な側面を知らないため彼女のことを優しく聡明で格好いい女性と思い込んでおり、恋愛感情的な憧れの念を抱いている。彼女への憧れから放課後はリアナの家でメイドとしてシェスカの手伝いをしている。
作中では常識人だが異常に身体能力が高く、セクハラをしようとするシェスカを気付かぬうちに攻撃して阻止したこともある。また、中二病を発病した時期の乃梨子に付き合わされたことがトラウマになっており、中二的な話題になると露骨に嫌そうな顔をしたり、過去を思い出さないよう正気を失うこともある。
阿塚まひる（あつか まひる）
乃梨子とリアナの家の近所に住む中学生の少女。14歳。
趣味は黒魔術で休日は使い魔の召喚の儀式を行っている現役中二病。
人付き合いが苦手な性格でストーカー的な気質を持つ。また、かなりの照れ屋で周りから「かわいい」や「好き」と言われると赤面してしまう。
魔法の練習をしていたリアナと友達になりたがっていたが、その性格から中々切り出せず隠れてストーキングを行っていた。ある時、近づきすぎたためにリアナ達に見つかったが、それが切っ掛けとなって彼女や乃梨子らと交流を持つようになる。その際、リアナの聞き違いから弟子扱いをされることになったが彼女のことを「師匠」と呼んでおり、満更でもない模様。リアナらと友人関係となることを後押しした乃梨子のことを「ノリ姉ぇ」と呼んで慕っている他、中二病を卒業した乃梨子の捨てた中二グッズを11歳の時に拾ったことが彼女の中二的な嗜好の原因となっている。
中二病とストーカー気質を除けば作中では比較的常識人であり、暴走する周囲に引いたり、突っ込みを入れることが多い。
容姿は黒髪のロングヘアでアホ毛持ち。アホ毛は感情によって形が変わり、喜ぶと犬の尾のように動く。当初は髪を下ろしていたが、リアナの魔法練習の失敗により髪の一部が燃え、以降は後頭部にシニヨンを結った髪型にしている。また最初は普通の口調であったが、リアナに敬語で話させようと考えたが言い出せず、逆に自分が敬語で話させてくださいと言ってしまったことから、以降は敬語で喋るようになった。
南田花鈴（みなみだ かりん）
乃梨子と同じ高校に通う友人。背が低く幼い容姿。髪型は茶髪のポニーテール。
乃梨子が好きで度々アプローチを行うが悉くスルーされている。普段は乃梨子に対しては性的なニュアンスを含んだアプローチを行う一方、都と恋愛的な妄想をすることは恥ずかしくて出来ない。柔道部に所属しているが、入部理由は乃梨子にかけるエロい寝技を探すため。
その容姿のためシェスカからは「疑似ロリ」と呼ばれており、邪道扱いされている。
吉野都（よしの みやこ）
乃梨子と同じ高校に通う友人。背が高く涼しげな顔立ちの美人で常に花鈴と一緒に行動している。
小さいもの好きで花鈴に惚れており、彼女を邪道扱いするシェスカに対抗心を燃やす。成績は優秀だが、花鈴に見とれているため勉強を教えることが上手くできない。
御堂ルカ（みどう ルカ）
リアナ、みかんと同じ小学校に通う6年生の眼鏡っ子。
リアナと友達になりたがっていたが切り出せずにストーカーを行っており、その時に出会った乃梨子のストーカーである晴香と親しくなるが、通報され警察に叱られた。晴香がストーカーをやめた後も彼女と一緒にいる模様。
手水晴香（てみず はるか）
乃梨子に対して数年来ストーカーを行っている眼鏡っ子。受験生で乃梨子と同じ制服を着ているが、彼女と同じ高校の先輩であるかは不明。
子供の頃、乃梨子が弾いた少女に当たりそうになったボールをぶつけられた痛みを忘れられなかったことから付きまとっており、彼女のことを「乃梨子様」と呼んでいる。同じストーカー仲間であるルカと仲良くなるが、一緒に警察に叱られる。
ルカと共にリアナの家に張り込んでいた際に出会ったまひるに同じ匂いを感じてお茶に誘うが、彼女がリアナの家に入っていったことからルカと共に裏切り者と糾弾する。ストーカーをやめた後、2人と友達になりたがったまひるにルカ共々ストーキングされることになった。
大人リアナ（おとなリアナ）
乃梨子の夢の中に度々現れる、大人姿のリアナ。巨乳。ロリコンかつ小さい胸が好きな乃梨子は彼女の存在を認められず、登場する度に夢の中で怒りをぶつけている。
ホウキ
カバー裏のおまけ四コマ漫画にのみ登場する「隠しキャラ」。
ツインテールにメイド服、ほうきを携えたエルフ耳の少女。妙にテンションが高く、嘘つき。語尾に「っす」をつける体育会系的な話し方をする。

## 単行本
- へーべー 『魔女とほうきと黒縁メガネ』 一迅社 〈4コマKINGSぱれっとコミックス〉、全3巻
  1. 2012年5月5日発行（4月21日発売）、ISBN 978-4-7580-8144-3
  2. 2013年7月5日発行（6月22日発売）、ISBN 978-4-7580-8173-3
  3. 2014年10月5日発行（9月22日発売）、ISBN 978-4-7580-8219-8